# 2012年J1最終節
- 日本プロサッカーリーグ  >  Jリーグ ディビジョン1  >  2012年のJリーグ ディビジョン1  > 2012年J1最終節
- 2012年のスポーツ  >  2012年のサッカー  >  2012年のJリーグ  >  2012年のJリーグ ディビジョン1  > 2012年J1最終節

2012年J1最終節（2012ねんJ1さいしゅうせつ）は2012年12月1日に行われた日本プロサッカーリーグ（Jリーグ）ディビジョン1 (J1)第34節のことを指す。
本項では特に、ディビジョン2 (J2)降格の可能性を有していたセレッソ大阪（C大阪）、ヴィッセル神戸（神戸）、ガンバ大阪（G大阪）、アルビレックス新潟（新潟）の4チームの絡む試合を中心に記す。

## 最終節までの経緯

### 第32節まで
2012年のJ1は、コンサドーレ札幌が序盤戦から不調が続き、9月29日に川崎フロンターレに0-1での敗戦により7試合を残しての史上最速でのJ2降格となった。

優勝争いがサンフレッチェ広島とベガルタ仙台による事実上のマッチレースに収斂される一方、既にJ2降格が決定している札幌を除いた残留争いは鹿島アントラーズ（鹿島）やG大阪などといった名門クラブも巻き込む大混戦となり、第32節終了時点でジュビロ磐田（磐田）・C大阪・鹿島・大宮アルディージャ（大宮）・神戸・G大阪・新潟の7クラブが降格圏内となる16位・17位になる可能性を残していた。また、11月12日に行われたJリーグの臨時理事会において、J1最終順位の下位3クラブがJ2に降格することが承認され、順位確定の時点でJ2降格が決定することとなった。
| 順 | チーム               | 試 | 勝 | 分 | 敗 | 得 | 失 | 差  | 点 | 出場権または降格    |
| -- | -------------------- | -- | -- | -- | -- | -- | -- | --- | -- | ------------------- |
| 11 | ジュビロ磐田         | 32 | 12 | 7  | 13 | 55 | 50 | +5  | 43 |                     |
| 12 | セレッソ大阪         | 32 | 11 | 8  | 13 | 44 | 47 | −3  | 41 |                     |
| 13 | 鹿島アントラーズ     | 32 | 10 | 10 | 12 | 46 | 42 | +4  | 40 |                     |
| 14 | 大宮アルディージャ   | 32 | 10 | 10 | 12 | 36 | 45 | −9  | 40 |                     |
| 15 | ヴィッセル神戸       | 32 | 11 | 6  | 15 | 41 | 48 | −7  | 39 |                     |
| 16 | ガンバ大阪           | 32 | 9  | 10 | 13 | 64 | 61 | +3  | 37 | J2リーグ 2013へ降格 |
| 17 | アルビレックス新潟   | 32 | 8  | 10 | 14 | 24 | 33 | −9  | 34 | J2リーグ 2013へ降格 |
| 18 | コンサドーレ札幌 (R) | 32 | 4  | 2  | 26 | 24 | 82 | −58 | 14 | J2リーグ 2013へ降格 |

この時点で17位の新潟は15位と勝ち点差が5付いたため、J1残留のためには残り2試合に連勝することが最低条件で、さらに「大宮が連敗」「神戸が1敗1分け以下」「G大阪が未勝利」の3つの条件のうち2つ以上を満たさねばならず、絶体絶命の状況に追い込まれていた。

### 第33節
11月24日に行われた第33節。勝てば残留が決定するC大阪は首位広島と、勝てなければ降格が決定してしまう新潟は2位仙台と、それぞれアウェーで対戦。共に優勝争いと残留争いのかかった試合となったが、C大阪は、広島の勢いに押され1-4で完敗した。逆に新潟は、17分に金珍洙が先制点を決めると、その後の仙台の猛攻を耐えしのぎ、1-0で勝利。この結果、広島の初優勝と仙台の2位が決定すると共に、C大阪はこの時点での残留を確定させることができず、逆に新潟はこの時点での降格決定は回避した。だが新潟は監督の柳下正明が、終了間際の審判への執拗な抗議により退席処分、そのペナルティとして1試合ベンチ入り停止処分となり、最終節を指揮官不在で戦うことになった。
| 2012年11月24日 14:36 |

| サンフレッチェ広島                                              | 4 - 1    | セレッソ大阪  |
| 髙萩洋次郎 17分 · 青山敏弘 20分 · 佐藤寿人 42分 · 石川大徳 50分 | 公式記録 | 枝村匠馬 61分 |

| 広島ビッグアーチ 観客数: 32,724人 主審: 家本政明 |

| 2012年11月24日 14:34 |

| ベガルタ仙台 | 0 - 1    | アルビレックス新潟 |
|              | 公式記録 | 金珍洙 17分        |

| ユアテックスタジアム仙台 観客数: 18,526人 主審: 村上伸次 |

この節で残留争いの最も大きな鍵を握っていたのはG大阪だった。ホーム最終戦のFC東京戦で勝てば残留圏内(15位以上)への浮上の可能性もある一方で、勝てなければ新潟以外の5チーム(鹿島・大宮・神戸・磐田・C大阪)に残留確定の可能性を許し、状況によってはG大阪自身の降格決定の可能性もあった。この試合はFC東京に先制を許すも、シーズン途中に加入したMF家長昭博の2ゴールで一旦は逆転。しかし84分にFC東京の渡邉千真に同点ゴールを許し、結局2-2の同点で勝ち点1の上積みに留まり降格圏から抜け出すことはできなかった。これにより磐田の残留が決定した。なおC大阪が敗れているため、この節でG大阪の降格が決まる可能性はなくなった。
| 2012年11月24日 14:33 |

| ガンバ大阪          | 2 - 2    | FC東京                        |
| 家長昭博 37分, 62分 | 公式記録 | 徳永悠平 21分 · 渡邉千真 84分 |

| 万博記念競技場 観客数: 19,393人 主審: 扇谷健司 |

G大阪が引き分けたことで、鹿島・大宮・神戸はいずれも勝てば残留が決定することになった。鹿島はAFCチャンピオンズリーグ2013出場権を得る3位以内を狙う名古屋グランパスにアウェーで2-1で勝利し、残留を決める。第32節時点では残留を争っていた大宮と磐田の対戦は2-0でホームの大宮が勝利し、大宮も残留を決めた。一方、神戸はアウェーで柏レイソルに0-1で敗れ、残留争いから抜け出すことは出来なかった。
新潟は鹿島・大宮がいずれも引き分け以上、かつ神戸が勝利した場合は降格が決定していたが、神戸が敗れたことにより最終節に望みをつないだ。
| 2012年11月24日 14:33 |

| 名古屋グランパス | 1 - 2    | 鹿島アントラーズ   |
| 増川隆洋 25分    | 公式記録 | ドゥトラ 7分, 35分 |

| 豊田スタジアム 観客数: 23,892人 主審: 廣瀬格 |

| 2012年11月24日 17:33 |

| 大宮アルディージャ          | 2 - 0    | ジュビロ磐田 |
| 金澤慎 28分 · 渡邉大剛 57分 | 公式記録 |              |

| NACK5スタジアム大宮 観客数: 12,126人 主審: 松尾一 |

| 2012年11月24日 17:33 |

| 柏レイソル              | 1 - 0    | ヴィッセル神戸 |
| ジョルジ・ワグネル 71分 | 公式記録 |                |

| 日立柏サッカー場 観客数: 12,406人 主審: 東城穣 |

| 順 | チーム               | 試 | 勝 | 分 | 敗 | 得 | 失 | 差  | 点 | 出場権または降格    |
| -- | -------------------- | -- | -- | -- | -- | -- | -- | --- | -- | ------------------- |
| 11 | 鹿島アントラーズ     | 33 | 11 | 10 | 12 | 48 | 43 | +5  | 43 | J1残留              |
| 12 | ジュビロ磐田         | 33 | 12 | 7  | 14 | 55 | 52 | +3  | 43 | J1残留              |
| 13 | 大宮アルディージャ   | 33 | 11 | 10 | 12 | 38 | 45 | −7  | 43 | J1残留              |
| 14 | セレッソ大阪         | 33 | 11 | 8  | 14 | 45 | 51 | −6  | 41 |                     |
| 15 | ヴィッセル神戸       | 33 | 11 | 6  | 16 | 41 | 49 | −8  | 39 |                     |
| 16 | ガンバ大阪           | 33 | 9  | 11 | 13 | 66 | 63 | +3  | 38 | J2リーグ 2013へ降格 |
| 17 | アルビレックス新潟   | 33 | 9  | 10 | 14 | 25 | 33 | −8  | 37 | J2リーグ 2013へ降格 |
| 18 | コンサドーレ札幌 (R) | 33 | 4  | 2  | 27 | 24 | 84 | −60 | 14 | J2リーグ 2013へ降格 |

## 最終節
最終節、4チームの対戦カードは以下の通り（太字が降格の可能性を残すチーム）。4チームすべてが別のチームと戦うことになっていた。
キックオフ時刻は全て15:30。太字が残留及び降格の可能性のあるチーム。
- セレッソ大阪 - 川崎フロンターレ（大阪長居スタジアム）
- ヴィッセル神戸 - サンフレッチェ広島（ホームズスタジアム神戸）
- ジュビロ磐田 - ガンバ大阪（ヤマハスタジアム（磐田））
- アルビレックス新潟 - コンサドーレ札幌（東北電力ビッグスワンスタジアム）

各チームの残留条件は以下の通りであった。
- C大阪 - 17位新潟と勝ち点が4離れているため、16位以上は確定。引き分け以上で他チームの動向に関係なく残留、負けても神戸・G大阪のいずれかが引き分け以下で残留
- 神戸 - 勝利で他チームの動向に関係なく残留、引き分けの場合はG大阪・新潟が同時に引き分け以下で残留、敗北の場合はG大阪が敗れ新潟が引き分け以下の場合は残留
- G大阪 - 勝利の場合はC大阪の敗北または神戸の引き分け以下で残留、引き分けの場合は神戸が敗れ新潟が引き分け以下の場合は残留、敗北の場合は他チームの動向に関係なく降格
- 新潟 - 勝利した上で神戸・G大阪が同時に引き分け以下の場合にのみ残留（引き分け以下の場合は他チームの動向に関係なく降格）

条件としては、C大阪と神戸は自力での残留が可能という状況の一方で、G大阪と新潟は勝ち点を積み上げた上で他チームの動向を待つという状況になった。

### 前半
15時34分（新潟-札幌のみ15:33）、各会場で一斉にキックオフ。
最初に得点が動いたのは磐田での試合だった。5分、磐田MF山田大記が右サイドを突破して中へライナー性の速いクロス。エリア内の混戦の末、G大阪DF加地亮がラインギリギリでクリアするも、このクリアボールが磐田FW前田遼一にあたってゴールに吸い込まれ、G大阪が開始早々に失点を許す展開となった。そのままスコアは動かず前半を折り返す。
新潟での試合は、8分に新潟MFアラン・ミネイロがコーナーキックのクリアボールを拾い、大きく前線へフィード。エリア内で新潟FWブルーノ・ロペスがつぶれ役となってこぼれたところを、新潟が夏のマーケットで唯一補強した選手であるDF坪内秀介がワントラップから振り向きざまにシュート。これがゴール左隅に突き刺さり、新潟が早い時間に先制点を奪う。43分にも、MFアラン・ミネイロのコーナーキックからDF石川直樹が頭でつないで、最後はFWブルーノ・ロペスが頭で押し込み、追加点を奪った。
一方、MF山口螢を出場停止で欠き、FW柿谷曜一朗がけがのためベンチスタートを余儀なくされたC大阪は苦しい戦いを強いられ、17分に川崎MF中村憲剛に強烈なミドルシュートを決められ先制を許す。前半はそのままスコアは動かず、C大阪がリードを許す展開で前半を終える。
神戸では、広島にボールを回されながらも、広島のMF青山敏弘やMF森崎和幸から前線に入るパスを狙ってボールを奪い、カウンター攻撃につなげるというスカウティングの成果が見られたものの、決定機の精度を欠き前半はスコアレスに終わった。
C大阪 0 - 1 川崎
新潟 2 - 0 札幌
磐田 1 - 0 G大阪
神戸 0 - 0 広島
前半終了時点で新潟が2点リードとなったことで、神戸とG大阪は（新潟が追いつかれない限り）後半で勝ち越しての勝利が残留の必須条件となった。
|   | 順位 | クラブ名           | 勝点 | 得点 | 失点 | 差 | 備考 |
| - | ---- | ------------------ | ---- | ---- | ---- | -- | ---- |
|   | 14位 | セレッソ大阪       | 41   | 45   | 52   | -7 |      |
| ↑ | 15位 | アルビレックス新潟 | 40   | 27   | 33   | -6 |      |
| ↓ | 16位 | ヴィッセル神戸     | 40   | 41   | 49   | -8 |      |
| ↓ | 17位 | ガンバ大阪         | 38   | 66   | 64   | +2 |      |

### 後半
後半開始早々に、各会場で試合が動く。
神戸では、後半立ち上がりから先制点の欲しい広島が攻勢に出て、51分に広島MF石川大徳の速いクロスに完全に崩されたところで神戸DF北本久仁衛がペナルティエリア内で広島FW佐藤寿人を倒し、PKを献上。神戸GK徳重健太はキッカー森崎浩司のコースを読んでおり、ボールに反応するも及ばず先制を許す。
新潟では、新潟が後半から大島秀夫、榊翔太と2枚FWを投入してきた札幌攻撃陣に押し込まれる展開が徐々に目立ちはじめると、53分に内村圭宏のパスに抜け出した榊翔太に決められ1点差に迫られる。
磐田では、53分に右サイドの深い位置でG大阪MF家長昭博のショートパスを受けたMF倉田秋が右サイドを突破し、そのまま角度のないところから右足でゴールに叩き込み、G大阪が同点に追いつく。このゴールで勢いに乗ったG大阪は、家長やFWレアンドロを中心に猛攻を仕掛ける。しかし、レアンドロのヘディングシュートはバー直撃、MF遠藤保仁のヘディングシュートはゴールネットを揺らすも、オフサイドの判定などであと1歩のところで決めきれない展開が続く。
長居では、ハーフタイムにレヴィー・クルピ監督の檄に刺激を受けたC大阪が攻撃的なスタイルで反撃に転じ、63分に17歳のFW南野拓実の右サイドからのクロスをMF横山知伸が頭であわせ、C大阪が同点に追いつく。
C大阪 1 - 1 川崎
新潟 2 - 1 札幌
磐田 1 - 1 G大阪
神戸 0 - 1 広島
|   | 順位 | クラブ名           | 勝点 | 得点 | 失点 | 差 | 備考 |
| - | ---- | ------------------ | ---- | ---- | ---- | -- | ---- |
|   | 14位 | セレッソ大阪       | 42   | 46   | 52   | -6 |      |
|   | 15位 | アルビレックス新潟 | 40   | 27   | 34   | -7 |      |
| ↑ | 16位 | ガンバ大阪         | 39   | 67   | 64   | +3 |      |
| ↓ | 17位 | ヴィッセル神戸     | 39   | 41   | 50   | -9 |      |

新潟はこれ以上の失点は許せない中でDF陣が押し込まれながらも、最後の局面での粘り強い守備で札幌に得点を与えない。そんな中、71分にカウンターからMFアラン・ミネイロがゴール中央から豪快に叩き込み、再び2点差に広げる。このゴールで勢いを取り戻した新潟。80分には、アラン・ミネイロがキーパーを交わしゴール中央へクロス。これをFWブルーノ・ロペスが無人のゴールへ流し込み、この日2点目。勝利を大きく手繰り寄せる。その後も安定したゲーム運びをして試合終了。勝利という絶対条件をクリアし、神戸、G大阪の結果を待つ。
終盤にさしかかり、長居では84分に川崎MF中村憲剛のコーナーキックから最後はFW小林悠に押し込まれ、川崎に再びリードを許す展開となる。
一方、勝ち越せば新潟をかわして残留を手にできたG大阪だったが、85分に前田とのワンツーでG大阪の最終ラインの背後へ抜け出した磐田MF小林裕紀に決められ、逆に磐田に勝ち越された。
その頃神戸は、MF森岡亮太、FW田代有三といった前線で仕事の出来る選手を次々と送り込み好機を演出するも、森脇良太、千葉和彦、水本裕貴の3バックにMF石川大徳、MF清水航平を加えた広島の5人の守備ブロックに阻まれ、得点を挙げることが出来ない。
負ければ何が起こるかわからないC大阪は、後半アディショナルタイムに途中出場のC大阪DF酒本憲幸の右クロスを川崎GK西部洋平が弾いたところに、C大阪MF横山が左足を豪快に振りぬき、この日2点目。C大阪が土壇場で同点に追いつき、試合はこの直後にタイムアップ。自力残留を果たした。
ロスタイムに突入し、神戸とG大阪は共にパワープレーで相手ゴールに猛然と迫るが、あと1歩のところで決めきれず試合終了を迎えた。神戸は7シーズンぶり、G大阪はJリーグ発足以来初めてのJ2降格が決定。磐田ではG大阪サポーターであふれたアウェーゴール裏は静まり返り、神戸ではFW大久保嘉人がピッチ上に倒れ込み、DF北本が頭を抱えた。
そして、先に試合を終えていた新潟では、新潟の選手が試合後の挨拶を終えて引き上げようとしたところでG大阪と神戸敗戦の場内アナウンス。ベンチ入りしたメンバー、スタッフでの歓喜の輪が広がった。試合後の挨拶で、ベンチ入りできなかった柳下は「監督がいないと、こんなにいい試合ができるんだな」と挨拶して場内の笑いを誘った。8月以降降格圏を抜け出せなかった新潟だったが、最終節で降格圏からの脱出に成功し残留を果たした。
C大阪 2 - 2 川崎
新潟 4 - 1 札幌
磐田 2 - 1 G大阪
神戸 0 - 1 広島
| 順 | チーム               | 試 | 勝 | 分 | 敗 | 得 | 失 | 差  | 点 | 出場権または降格    |
| -- | -------------------- | -- | -- | -- | -- | -- | -- | --- | -- | ------------------- |
| 14 | セレッソ大阪         | 34 | 11 | 9  | 14 | 47 | 53 | −6  | 42 | J1残留              |
| 15 | アルビレックス新潟   | 34 | 10 | 10 | 14 | 29 | 34 | −5  | 40 | J1残留              |
| 16 | ヴィッセル神戸 (R)   | 34 | 11 | 6  | 17 | 41 | 50 | −9  | 39 | J2リーグ 2013へ降格 |
| 17 | ガンバ大阪 (R)       | 34 | 9  | 11 | 14 | 67 | 65 | +2  | 38 | J2リーグ 2013へ降格 |
| 18 | コンサドーレ札幌 (R) | 34 | 4  | 2  | 28 | 25 | 88 | −63 | 14 | J2リーグ 2013へ降格 |

## 試合結果
| 2012年12月1日 15:34 |

| セレッソ大阪          | 2 - 2    | 川崎フロンターレ            |
| 横山知伸 63分, 90+5分 | 公式記録 | 中村憲剛 17分 · 小林悠 84分 |

| 大阪長居スタジアム 観客数: 18,487人 主審: 高山啓義 |

| 2012年12月1日 15:34 |

| ヴィッセル神戸 | 0 - 1    | サンフレッチェ広島 |
|                | 公式記録 | 森崎浩司 52分      |

| ホームズスタジアム神戸 観客数: 22,224人 主審: 西村雄一 |

| 2012年12月1日 15:34 |

| ジュビロ磐田                 | 2 - 1    | ガンバ大阪  |
| 前田遼一 5分 · 小林裕紀 85分 | 公式記録 | 倉田秋 53分 |

| ヤマハスタジアム（磐田） 観客数: 14,389人 主審: 東城穣 |

| 2012年12月1日 15:33 |

| アルビレックス新潟                                                 | 4 - 1    | コンサドーレ札幌 |
| 坪内秀介 8分 · ブルーノ・ロペス 43分, 80分 · アラン・ミネイロ 71分 | 公式記録 | 榊翔太 53分      |

| 東北電力ビッグスワンスタジアム 観客数: 28,055人 主審: 木村博之 |

## その他
- 最終節ではサガン鳥栖、柏レイソル、浦和レッズ、名古屋グランパス、横浜F・マリノスの5クラブが、AFCチャンピオンズリーグ2013出場権を獲得できる3位の可能性が残っており、最終節で行われたJ1の9試合のうち7試合が「ACL出場権獲得争い」「残留争い」のいずれかに絡む試合となっていた[注 4]。こちらは3位の鳥栖が横浜FMに、4位の柏が鹿島にそれぞれ敗れて勝ち点を上積みできずに終了し、名古屋に勝った5位の浦和が逆転で3位に食い込みACL出場権を獲得した。
- 最終節終了後のヤマハスタジアムでは、G大阪の一部のサポーターが敵地にもかかわらず夜までスタジアムに居座るという行動に出た。このため、G大阪の金森喜久男社長が磐田側に謝罪する事態となり、後日クラブとサポーターの間での話し合いの場においてクラブ側からサポーターに厳重注意を行った[11]。
- 16位で降格となった神戸の最終勝ち点39は、J1リーグにおける降格チームが獲得した勝ち点では史上最多である[注 5]。また、17位のG大阪は得点数がリーグトップ（67）をマークし、かつ得失点差もプラス（+2）であったのにもかかわらず降格という結果に終わった[12][注 6]。
- 15位で逆転残留した新潟はこのシーズン、10勝中7勝が1-0での勝利であった。
- 1ステージ制だった2005年から2014年のうち、2014年以外のリーグ優勝クラブは最終節で全て勝利していた（2014年は引分け）[注 7]。
- NHK新潟放送局では、磐田vsG大阪の試合終了直後、増田卓アナウンサーとゲストとして呼ばれていた宮澤ミシェルがハイタッチする場面も見られた。

## 備考
1. ↑  正確にはこの時点でJ1の16位以下が確定したものであり、厳密にはJ2降格が決定したわけではない（Jリーグクラブライセンス制度の関係により、J1に昇格できない一部のJ2クラブがJ2の2位以内に入る可能性があったため）が、各報道機関ではこの試合の結果をもって「史上最速のJ2降格」と報じていた[1]。
2. ↑  新潟が残り2試合に連勝して勝ち点40になった場合、鹿島・大宮は連敗、神戸は1敗1分け、G大阪は1勝1敗で最終勝ち点が並ぶ。新潟から見た得失点差は、鹿島が-13、大宮が0、神戸が-2、G大阪が-12で、鹿島とG大阪に対しては残り2節での逆転は困難であった。一方大宮と神戸に対しては、最終勝ち点で並んだ場合、新潟から見た得失点差は少なくとも大宮が+4、神戸が+1となり、新潟が上回る。
3. ↑  ただし、この柳下の執拗な抗議は、既にFWミシェウが累積警告により最終節の出場停止が決まった中で、累積警告が7枚であったエースストライカーのブルーノ・ロペスが審判の判定に怒りをあらわにしていたことを受けて、審判団の注意を自分に引き付けるための演技であった[5]。結果として柳下の退席処分と引き換えにロペスは警告を免れ、新潟は大幅な戦力ダウンを回避して最終節に臨むことができた。
4. ↑  両者の対象外となった2試合はFC東京vs仙台と、清水エスパルスvs大宮であった。
5. ↑  16位(降格圏)の最終勝ち点では2018シーズンで磐田が記録した41が最多だが、こちらはこの年より開始されたJ1参入プレーオフに勝利し残留している。
6. ↑  イタリアではセリエAの2005-2006シーズンにおいてユヴェントスが得失点差+47でセリエB（2部）に降格しているが、これはカルチョ・スキャンダルの裁定による強制降格（全勝ち点剥奪）によるものであり、今回のケースとは異なる。
7. ↑  太字が優勝クラブ。
  - 2005：川崎F 2-4 G大阪[13]
  - 2006：浦和 3-2 G大阪[14]
  - 2007：鹿島 3-0 清水[15]
  - 2008：札幌 0-1 鹿島[16]
  - 2009：浦和 0-1 鹿島[17]
  - 2010：名古屋 2-1 広島[18]
  - 2011：浦和 1-3 柏[19]
  - 2012：神戸 0-1 広島[20]
  - 2013：鹿島 0-2 広島[21]
  - 2014：徳島 0-0 G大阪[22]

## 参考資料
1. ↑  一例として、“【Ｊリーグ】札幌、史上「最速」＆最多のJ2降格 戦力不足で不名誉な記録更新”. MSN産経ニュース (産経新聞社). (2012年9月29日) 2012年12月31日閲覧。
2. 1 2  【J1優勝＆ACLへの道：J1第33節】残り2節、広島と仙台は勝点1差。ACLの最低ラインは勝点53に - J's GOAL2012年11月22日
3. ↑  【Jリーグ臨時理事会】終了後の大東和美Jリーグチェアマン会見コメント - J's GOAL2012年11月12日
4. ↑  『2012Jリーグ J1リーグ戦 第33節 退席に伴う柳下正明監督（新潟）のベンチ入り停止処分について』（プレスリリース）日本プロサッカーリーグ、2012年11月27日。2013年1月3日閲覧。
5. ↑  “新潟ロペス“身代わり”退席の監督へ恩返し残留弾誓う！”. スポーツニッポン. (2012年12月1日) 2018年2月3日閲覧。
6. ↑  【ACLへの道・残留への道：J1最終節】ラストゲーム、ACL出場枠とJ1残留枠は激戦必至 - J's GOAL2012年11月29日
7. 1 2 3 4  【J1：第34節 磐田 vs G大阪】レポート：紙一重のゴール、紙一重の試合。激闘の先の残酷な結末。関西の名門、クラブ史上初のJ2降格――。 - J's GOAL2012年12月2日
8. 1 2 3 4 5  【J1：第34節 新潟 vs 札幌】レポート：新潟が4ゴールで大勝。逆転で残留を決める - J's GOAL2012年12月2日
9. 1 2 3 4  【J1：第34節 C大阪 vs 川崎F】レポート：C大阪、2度の劣勢を追い付き、劇的ドローで自力J1残留決定! 川崎Fは4連勝ならずも、5戦負けなしで今季を締めくくった - J's GOAL2012年12月2日
10. 1 2 3 4  【J1：第34節 神戸 vs 広島】レポート：この悔しさは忘れない。王者との戦いで学んだことを2年後のJ1で生かすために - J's GOAL2012年12月2日
11. ↑  “G大阪 サポーターと話し合い、敵地居残りに厳重注意”. スポーツニッポン. (2012年12月11日) 2020年1月31日閲覧。
12. ↑  大住良之 (2013年2月23日). “G大阪、J2で待ち受けるイバラの道”. 日本経済新聞 2014年11月22日閲覧。
13. ↑  “2005Jリーグ ディビジョン1  第34節第1日”. 2014年11月22日閲覧。
14. ↑  “2006Jリーグ ディビジョン1  第34節第1日”. 2014年11月22日閲覧。
15. ↑  “2007Jリーグ ディビジョン1  第34節第1日”. 2014年11月22日閲覧。
16. ↑  “2008Jリーグ ディビジョン1  第34節第1日”. 2014年11月22日閲覧。
17. ↑  “2009Jリーグ ディビジョン1  第34節第1日”. 2014年11月22日閲覧。
18. ↑  “2010Jリーグ ディビジョン1  第34節第1日”. 2014年11月22日閲覧。
19. ↑  “2011Jリーグ ディビジョン1  第34節第1日”. 2014年11月22日閲覧。
20. ↑  “2012Jリーグ ディビジョン1  第34節第1日”. 2014年11月22日閲覧。
21. ↑  “2013Jリーグ ディビジョン1  第34節第1日”. 2014年11月22日閲覧。
22. ↑  “2014Jリーグ ディビジョン1  第34節第1日”. 2015年1月17日閲覧。